# ウィリアム・シンジョン (第9代ブレッツォのシンジョン男爵)
第9代ブレッツォのシンジョン男爵ウィリアム・シンジョン（英語: William St John, 9th Baron St John of Bletso、1689年頃 – 1720年10月11日）は、イングランド貴族。

## 生涯
第2代準男爵サー・セント・アンドリュー・シンジョンの四男として生まれた。1709年7月5日、ケンブリッジ大学ジーザス・カレッジに入学、1713年にM.A.の学位を修得した。
第3代ボリングブルック伯爵ポーレット・シンジョン（1711年没）の相続人に指定されたが、ホイッグ党所属のボリングブルック伯爵と違い、ウィリアム・シンジョンはトーリー党に所属した。
1714年5月10日に兄セント・アンドリューの息子ポーレット・セント・アンドリューが死去すると、ブレッツォのシンジョン男爵位を継承した。同年5月27日、貴族院にはじめて登院したが、1717年7月1日を最後に登院しなくなった。アン女王の死後に行われた1715年イギリス総選挙ではベッドフォードシャー選挙区で選挙活動をしたが、トーリー党の候補は2名とも落選した。
1720年10月11日に生涯未婚のままノーサンプトンシャーのウッドフォードで死去、ベッドフォードシャーのブレッツォで埋葬された。弟ローランドが爵位を継承した。